# 长虹街道 (祁阳市)
长虹街道，是中华人民共和国湖南省永州市祁阳市下辖的一个乡镇级行政单位。

## 行政区划
长虹街道下辖以下地区：
人民西路社区、新兴路社区、平安街社区、白沙村、长虹村、白露甸村、芹菜甸村、鲢鱼塘村、官大岭村、苏油坪村、新塘湾村、长益村、东风村、永福村、湘祁村、爱国村和群力村。

## 交通
- 衡柳铁路：祁阳站